# Sociedad Deportiva Ponferradina "B"
La S.D. Ponferradina "B" es el equipo filial de la Sociedad Deportiva Ponferradina. Actualmente milita en la Tercera División RFEF.

## Historia
El equipo nació en 1963, como un club independiente fundado por la compañía eléctrica Endesa, ubicado en el barrio ponferradino de Compostilla, donde la empresa estatal inauguró su primera central térmica en España. Fue fundado con el nombre de Club de Fútbol Endesa de Ponferrada. 
En el año 2000, el equipo pasara a convertirse en el filial de la Ponferradina, integrándolo en la estructura del club y tomando el nombre actual de "SD Ponferradina "B".
El 25 de abril de 2013, la S.D. Ponferradina anunció la eliminación de su equipo filial, la S.D. Ponferradina "B", con motivo del gasto en la remodelación de las instalaciones Vicente del Bosque, la Deportiva decidió rebajar otros gastos en lo relativo a la cantera, siempre dejando una puerta abierta a recuperar equipos o en su caso categorías. Uno de los perjudicados fue la S.D. Ponferradina "B", que había consumado el descenso a Regional de Aficionados. Al mismo tiempo, se firmó un acuerdo de filialidad de tres años con el C.D. Flores del Sil.
El acuerdo con el C.D. Flores del Sil se mantuvo únicamente durante la temporada 2013-2014 ya que para la siguiente temporada la S.D. Ponferradina decide volver a inscribir a la S.D. Ponferradina "B" en la relación de equipos que participarán en las competiciones de la Federación de Castilla y León de Fútbol durante la temporada 2014-2015, después de un año sin participar en las mismas. El objetivo en la temporada del regreso del filial blanquiazul era quedar entre los tres primeros para ascender de categoría con resultado positivo, quedando segundos en la clasificación y ascendiendo a Primera División Provincial de León

### Temporadas
En la temporada 2013/2014 el club sufre una gran remodelación a nivel estructural, apostando firmemente por la cantera, contando con ilustres jugadores blaquiazules en la Dirección Técnica como Juan Fuentes y Rubén Vega y contando con el prometedor entrenador berciano Manolo Pérez. 
Para esta temporada se ficha también a Ian (Morenica), Ruben (Norwich City) y Jaime (Astorga) además de otras 5 Altas. 
En la temporada 2012/2013 el equipo nuevamente sufre notables bajas como las de Alberto Tabuyo y Diego Melendez y numerosas altas subidas directamente del juvenil de otros equipos de la comarca, siendo el fichaje de Luis Cabral el más destacado por su gran velocidad y arrancada de balón.

## Cambios de nombre
- Club de Fútbol Endesa de Ponferrada: (1963-2000)
- Sociedad Deportiva Ponferradina B: (2000-2013) Compra de los derechos del Club de Fútbol Endesa de Ponferrada.
- Club Deportivo Flores del Sil: (2013-2014) Desaparición de la Sociedad Deportiva Ponferradina B y acuerdo de filialidad con el Club Deportivo Flores del Sil.
- Sociedad Deportiva Ponferradina B: (2014-) Desaparición del equipo senior del Club Deportivo Flores del Sil y vuelta a la denominación de Sociedad Deportiva Ponferradina B.

## Datos del club
- Socios: 4.552 (2016/17)

- Temporadas en Segunda División: 0

Debut: -
Mejor posición: -
Peor posición: -
Ascensos: -
Descensos: -
- Temporadas en Primera Federación: 0

Debut: -
Mejor posición: -
Peor posición: -
Ascensos: -
Descensos: -
- Temporadas en Segunda Federación: 0

Debut: -
Mejor posición: -
Peor posición: -
Ascensos: -
Descensos: -
- Temporadas en Tercera Federación: 15 (Incluida la 2022/23)

Debut: Temporada 1987-88
Mejor posición: 7.º (Temporada 1997-98)
Peor posición: 21º (Temporada 2011-12)
Ascensos: 0
Descensos: 5 (Temporadas 1991-92, 1995-96, 1998-99, 2007-08 y 2011-12)
- Temporadas en Regional: 40

Debut: Temporada 1963-64
Mejor posición: 1.º (Temporadas 1992-93, 1996-97, 2005-06 y 2009-10)
Peor posición: 14.º (Temporada 1999-00)
Ascensos: 1 (Temporada 2016-17)
Descensos: 1 (Temporada 2012-13)
- Temporadas en Primera División Provincial Aficionados de Castilla y León: 3

Debut: Temporada 2013-14
Mejor posición: 1.º (Temporada 2016-17)
Peor posición: 2.º (Temporadas 2013-14 y 2015-16)
Ascensos: 1 (Temporada 2016-17)
Descensos: 1 (Temporada 2013-14)
- Temporadas en Segunda División Provincial Aficionados de Castilla y León: 1

Debut: Temporada 2014-15
Mejor posición: 2.º (Temporada 2014-15)
Peor posición: 2.º (Temporada 2014-15)
Ascensos: 1 (Temporada 2014-15)
Descensos: -
- Ediciones de la Copa del Rey: Están excluidos de la participación en la Copa del Rey los equipos filiales de otros clubes.

### Evolución histórica
- La Segunda División B de España se introduce en 1977 como categoría intermedia entre la Segunda y la Tercera División (desde 2021 Tercera Federación).
- La Primera Federación de España se introduce en 2021 como categoría intermedia entre la Segunda y Segunda B (desde 2021 Segunda Federación).

## Temporada a temporada
- Están excluidos de la participación en la Copa del Rey los equipos filiales de otros clubes.

| Temporada | División   | Lugar |
| --------- | ---------- | ----- |
| 1963–86   | Regional   | -     |
| 1986/87   | Preferente | 2.º   |
| 1987/88   | 3.ª        | 15.º  |
| 1988/89   | 3.ª        | 15.º  |
| 1989/90   | 3.ª        | 17.º  |
| 1990/91   | 3.ª        | 12.º  |
| 1991/92   | 3.ª        | 18.º  |
| 1992/93   | Preferente | 1.º   |
| 1993/94   | 3.ª        | 14.º  |
| 1994/95   | 3.ª        | 16.º  |
| 1995/96   | 3.ª        | 19.º  |
| 1996/97   | Preferente | 1.º   |
| 1997/98   | 3.ª        | 7.º   |
| 1998/99   | 3.ª        | 18.º  |
| 1999/00   | Preferente | 14.º  |
| 2000/01   | Preferente | 3.º   |
| 2001/02   | Preferente | 8.º   |
| 2002/03   | Preferente | 7.º   |
| 2003/04   | Preferente | 7.º   |
| 2004/05   | Preferente | 5.º   |

| Temporada | División       | Lugar |
| --------- | -------------- | ----- |
| 2005/06   | Preferente     | 1.º   |
| 2006/07   | 3.ª            | 13.º  |
| 2007/08   | 3.ª            | 16.º  |
| 2008/09   | Preferente     | 6.º   |
| 2009/10   | Preferente     | 1.º   |
| 2010/11   | 3.ª            | 14.º  |
| 2011/12   | 3.ª            | 21º   |
| 2012/13   | Preferente     | 13.º  |
| 2013/14   | 1.ª Provincial | 2.º   |
| 2014/15   | 2.ª Provincial | 2.º   |
| 2015/16   | 1.ª Provincial | 2.º   |
| 2016/17   | 1.ª Provincial | 1.º   |
| 2017/18   | Preferente     | 5.º   |
| 2018/19   | Preferente     | 3.º   |
| 2019/20   | Preferente     | 16.º  |
| 2020/21   | Preferente     | 1.º   |
| 2021/22   | Preferente     | 1.º   |
| 2022/23   | 3ª Federación  |       |

## Palmarés
Oficiales
- Regional Preferente: 1992-93, 1996-97, 2005-06, 2009-10
- Primera División Provincial: 2016-17

Amistosos
- Torneo Villa del Cúa: 2010, 2011

## Uniforme
- Uniforme titular: Camiseta a rayas verticales azules y blancas con detalles amarillos, pantalón azul y medias azules.
- Uniforme alternativo: Camiseta homenaje a Las Médulas, Patrimonio de la Humanidad de El Bierzo. Sus colores se inspiran en los matices de su tierra y el oro que se obtenía de sus entrañas.
- Tercer uniforme: Camiseta inspirada en los Montes Aquilianos y al agua que corría por sus canales. Tonalidades azules y formas onduladas con toques amarillo 'Gold' en homenaje al oro extraído de Las Médulas.

| Titular | Alternativo | Tercero |  |

### Proveedores y patrocinadores
| Período   | Proveedor | Patrocinador        |
| 1963–2000 |           | Endesa              |
| 2000–2001 | Joluvi    | Comonor             |
| 2001–2002 | Rasán     | Señorío de Peñalba  |
| 2002–2003 | Rasán     | Señorío de Peñalba  |
| 2003–2004 | Rasán     | Señorío de Peñalba  |
| 2004–2005 | Rasán     | Grucoca             |
| 2005–2006 | Rasán     | Grucoca LagunAir    |
| 2006–2007 | Rasán     | Teconsa             |
| 2007–2008 | Rasán     | Teconsa             |
| 2008–2009 | Rasán     | Teconsa             |
| 2009–2010 | Rasán     | Bio3 Grupo Valcarce |
| 2010–2011 | Nike      | Bio3 Grupo Valcarce |
| 2011–2012 | Nike      | Bio3 Grupo Valcarce |
| 2012–2013 | Adidas    | Bio3 Grupo Valcarce |
| 2013–2014 | Adidas    | Uveo2 Fitness       |
| 2014–2015 | Adidas    | Bio3 Grupo Valcarce |
| 2015–2016 | Adidas    | Bio3 Grupo Valcarce |

| Período   | Proveedor | Patrocinador          |
| 2016–2017 | Nike      | Caja Rural            |
| 2017–2018 | Nike      | Bierzo Fitness Center |

## Jugadores y cuerpo técnico

### Plantilla y cuerpo técnico 2024/25
- Los equipos españoles están limitados a tener en la plantilla un máximo de tres jugadores sin pasaporte de la Unión Europea. La lista incluye solo la principal nacionalidad de cada jugador, algunos de los jugadores no europeos tienen doble nacionalidad de algún país de la UE:

.

### Altas y bajas 2024/2025
| Altas               |          |                             |       |       |
| Jugador             | Posición | Procedencia                 | Tipo  | Coste |
| Enzo Menéndez       |          | C.D. Fabero                 | Libre | 0€    |
| Maycoll Díaz        |          | C.D. Fabero                 | Libre | 0€    |
| David Lirisman      |          | C.D. Polillas Ceuta Juvenil | Libre | 0€    |
| Álvaro Gómez        |          | C.D. Naraya de Halterofilia | Libre | 0€    |
| "Javi" Cabada       |          | C.D. Atlético Mansillés     | Libre | 0€    |
| Joel Cobo           |          | C.D. Lérez Juvenil          | Libre | 0€    |
| Artur Chshennikov   |          | C.D. Numancia "B"           | Libre | 0€    |
| Alejandro Cendón    |          | Atlético Bembibre           | Libre | 0€    |
| Luispas de la Torre |          | C.D. Fabero                 | Libre | 0€    |
| Miguel Gayoso       |          | C.D. Cultural Areas         | Libre | 0€    |
| Bernat Merinas      |          | Luarca C.F.                 | Libre | 0€    |
| Eric Rellán         |          | C.D. Barco                  | Libre | 0€    |
| Alejandro Contreras |          | Atlético Bembibre           | Libre | 0€    |
| Korka Jallow        |          | Maccabi Haifa F.C. U-19     | Libre | 0€    |

| Bajas                 |          |                                 |                             |         |
| Jugador               | Posición | Destino                         | Tipo                        | Ingreso |
| Alejandro Palop       |          | Real Jaén C.F.                  | Libre                       | 0 €     |
| "Lam" Diaby           |          | C.D. Calahorra "B"              | Libre                       | 0€      |
| "Vlad" Kysil          |          | Atlético Bembibre               | Cesión                      | 0 €     |
| Juan Klein            |          | Atlético Astorga                | Libre                       | 0€      |
| Hugo Fernández        |          | Atlético Bembibre               | Libre                       | 0 €     |
| Paulo Aguas           |          | Belper Town F.C.                | Libre                       | 0 €     |
| Alejandro "Ribe"      |          | Atlético Astorga                | Libre                       | 0€      |
| "Álex" Costa          |          | S.D. Ponferradina               | Promociona al primer equipo | 0 €     |
| Fernando "More"       |          | C.D. Leganés "B"                | Vuelve tras cesión          | 0€      |
| Arturo Suárez         |          | Júpiter Leonés                  | Libre                       | 0 €     |
| Steven Sibille        |          | Ontinyent 1931 C.F.             | Libre                       | 0 €     |
| Raúl Arias            |          | C.D. Tudelano                   | Cesión                      | 0 €     |
| Oriol Ruiz            |          | C.D. Mosconia                   | Libre                       | 0 €     |
| César Expósito        |          | Sin Equipo                      | Libre                       | 0 €     |
| Ale Velasco           |          | U.D. La Palma                   | Libre                       | 0 €     |
| Aitor Brito           |          | C.F. Unión Viera                | Libre                       | 0 €     |
| Álex Olmedo           |          | C.D. Artístico Navalcarnero "B" | Libre                       | 0 €     |
| Aarón Van Troy        |          | S.D. Lenense                    | Libre                       | 0 €     |
| Ánder Velado          |          | Sin Equipo                      | Libre                       | 0 €     |
| Yannis Lembezat       |          | Sin Equipo                      | Libre                       | 0 €     |
| Tici Aballay          |          | Sin Equipo                      | Libre                       | 0 €     |
| Nicolás de la Carrera |          | Burgos C.F. Juvenil             | Libre                       | 0 €     |
| Joel Cobo             |          | C.D. Cuatrovientos              | Libre                       | 0€      |
| Artur Chshennikov     |          | U.B. Conquense                  | Libre                       | 0€      |
| Luispas de la Torre   |          | Sin Equipo                      | Libre                       | 0€      |
| Bernat Merinas        |          | Sin Equipo                      | Libre                       | 0€      |
| Enzo Menéndez         |          | Sin Equipo                      | Libre                       | 0€      |

### Jugadores internacionales
| Selección                                | Categoría | Veces | Jugador          |
| ---------------------------------------- | --------- | ----- | ---------------- |
| Armenia                                  | Sub-21    |       | Anthony Kazarian |
| Armenia                                  | Absoluto  |       | Anthony Kazarian |
| Datos actualizados a 7 de julio de 2022. |           |       |                  |

## Entrenadores
| \| Nombre \| Inicio \| Fin \| \| -------------------------- \| ------------------- \| ------------------ \| \| Gonzalo González \| \| \| \| José Ángel Fernández Aláez \| \| \| \| Toñin Atanasio \| 1 de agosto de 2013 \| 5 de junio de 2018 \| \| Rubén Vega \| 5 de junio de 2018 \| \| |                     |                    |
| Nombre | Inicio              | Fin                |
| Gonzalo González |                     |                    |
| José Ángel Fernández Aláez |                     |                    |
| Toñin Atanasio | 1 de agosto de 2013 | 5 de junio de 2018 |
| Rubén Vega | 5 de junio de 2018  |                    |